# 鸡蛋卷

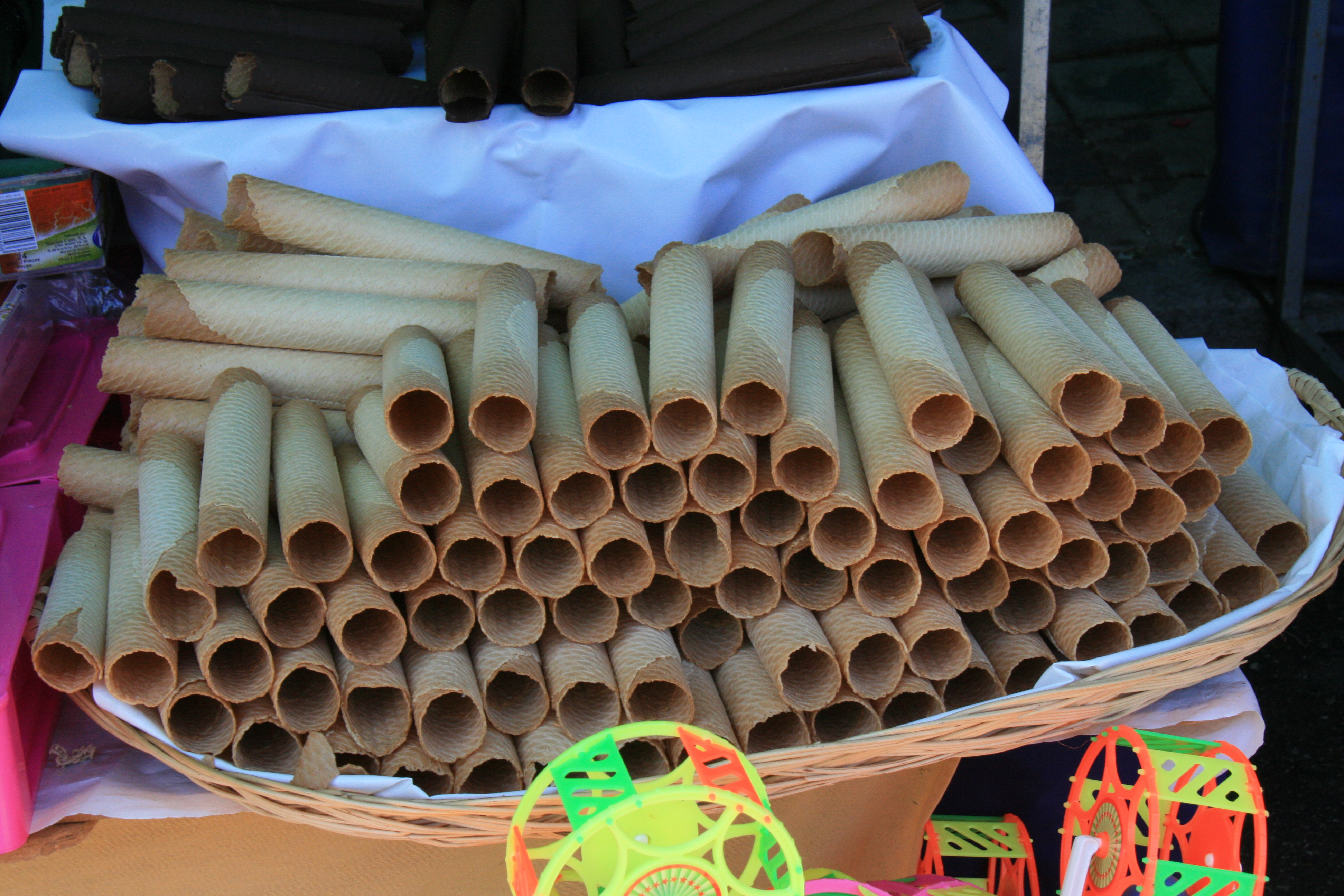
在西班牙馬德里的勞動者伊西多羅節日販售的蛋捲

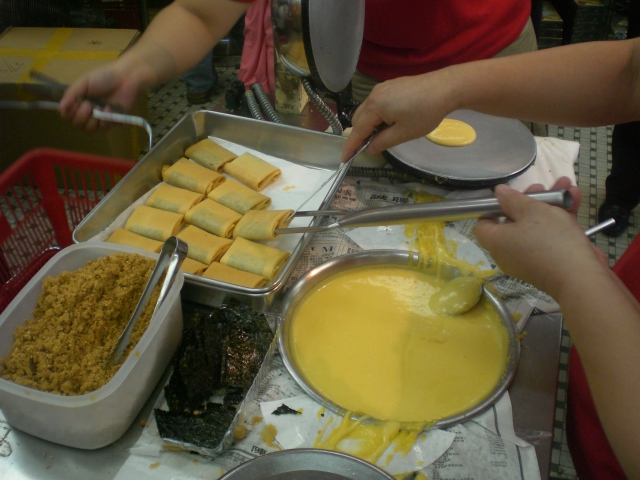
即製雞蛋卷，加肉鬆

蛋捲，又稱雞蛋捲，是一種源自西班牙的威化餅乾甜點。原料與餅乾相近，以麵粉、糖、蛋白和奶油製成，再捲成空心的圓筒或圓錐狀。最初稱作「barquilleros」，由路邊攤商以經典的紅色輪盤鐵桶（ruleta de barquillero）包裝販售。在殖民時期傳播到拉丁美洲與菲律賓等地。在西班牙的舊政權時期，蛋捲常被作為一種聖誕餅乾，也常在各種節日中出現。這種甜點被傳播到鄰近的許多國家，而現代在東亞與東南亞受到歡迎。

## 描述
蛋捲可能是挪威的克魯姆克（Krumkake）的延伸，克魯姆克是挪威人在聖誕節期間喜歡與咖啡一起食用的甜點。 麵糊由麵粉、奶油、雞蛋、糖、牛奶和一點小荳蔻組成。 每個餅用一匙麵糊， 舀到熱壓機上後，廚師合上熨斗， 幾秒鐘後，轉動壓力機烘烤另一面，當餅呈金黃色時，用抹刀迅速將其取出並滾到圓錐上。

## 亞洲
一般可以在中式餅店買到，常當作伴手禮、過年過節禮品。
蛋卷是以雞蛋、油、低筋麵粉和細砂糖作原料攪拌，然後用蛋卷機煎或烤製，再以筷子等類似用具捲成棒狀即可。

### 台灣
1977年以前，台灣市面上幾乎沒有任何蛋捲產品，當時專做傳統烘焙點心的「山鄉股份有限公司」（喜年來蛋捲的前身）創辦人兼董事長廖邦彥注意到蛋捲在香港非常流行，便引進港式手工煎製蛋捲技術。他們在製作蛋捲時不加水和防腐劑，只用當地雞蛋、麵粉、油和糖，並調較成台灣人喜歡的口感和口味。
現有不少夾心的蛋卷，如巧克力口味、咖啡口味、抹茶口味、優格口味、芝麻口味、肉鬆口味的蛋卷。

## 圖集

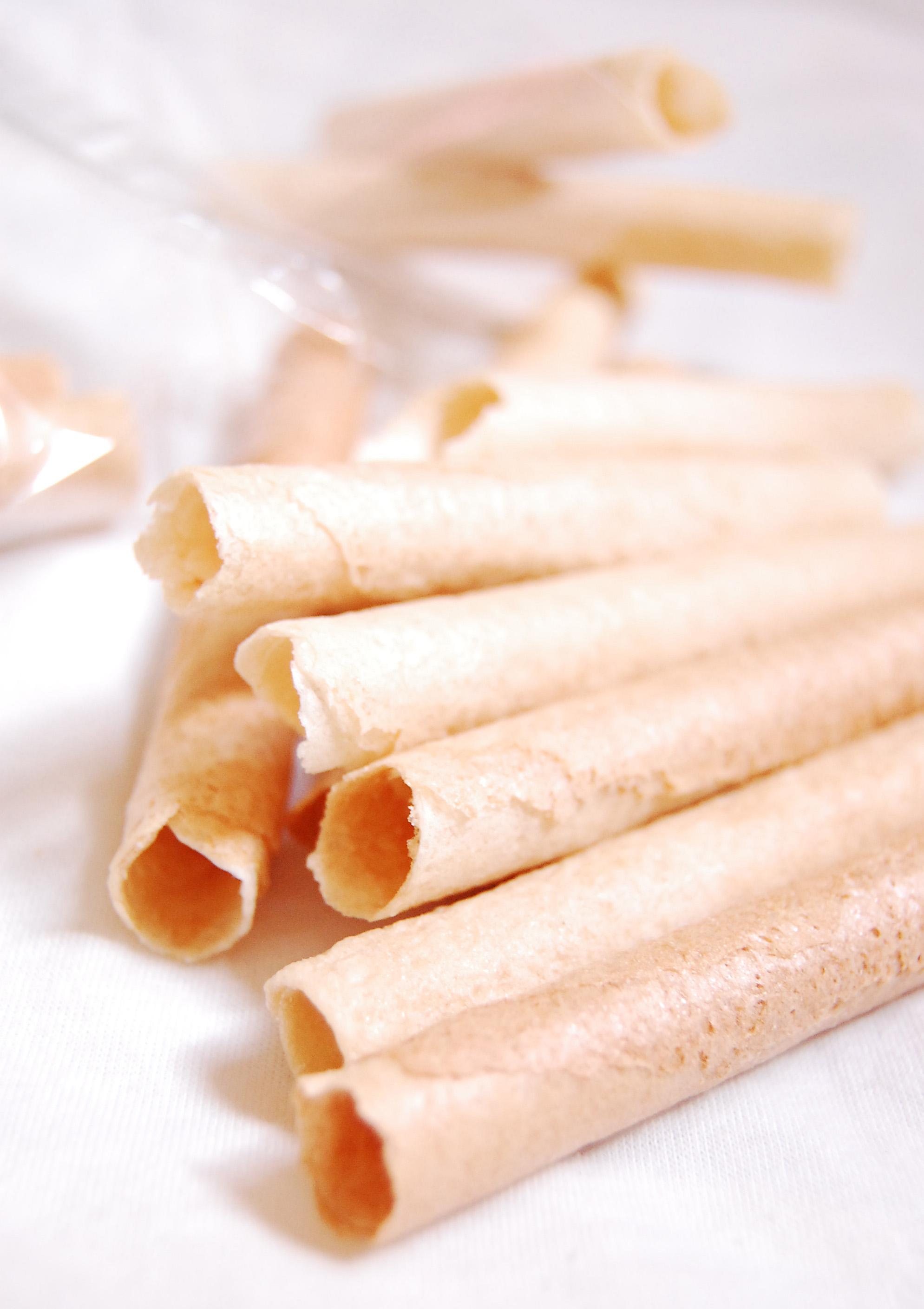
蛋卷
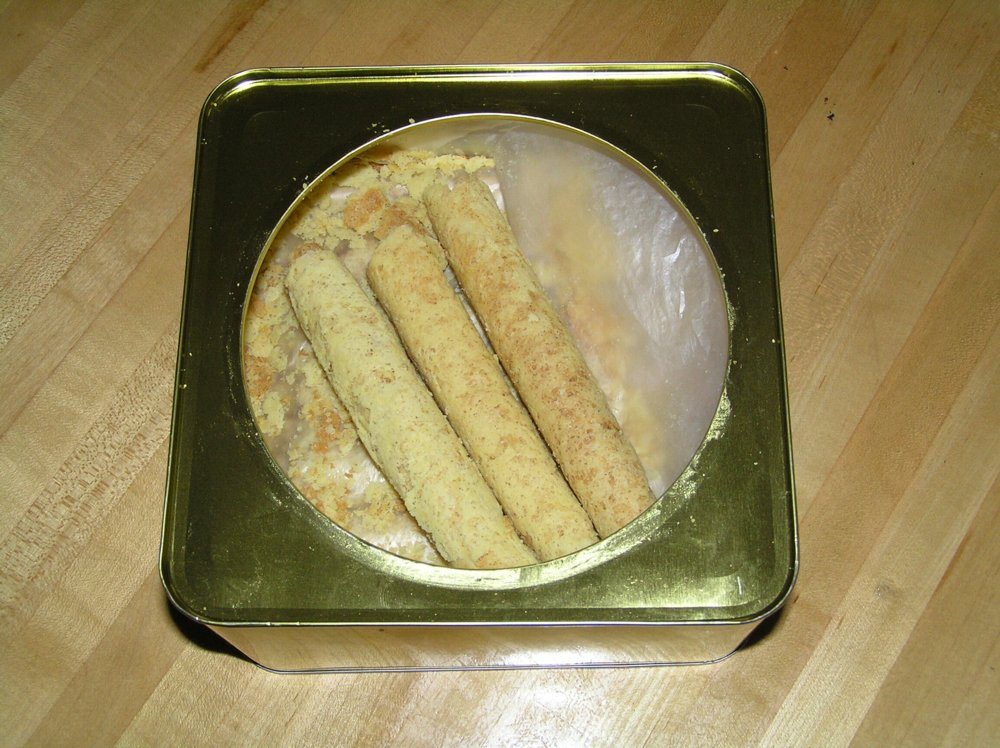
蛋卷容器
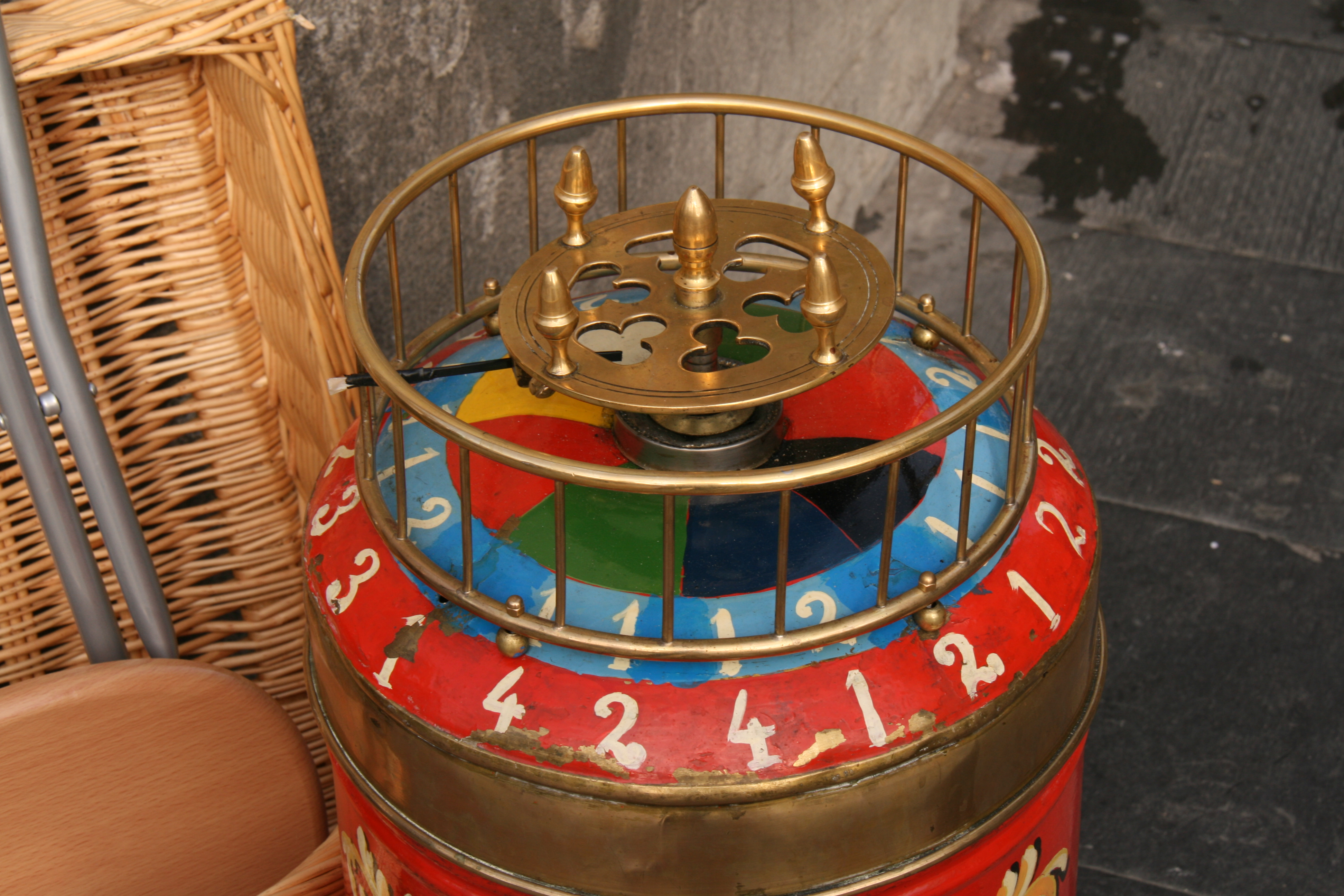
馬德里的紅色輪盤鐵桶